# Lydella radicis
Lydella radicis là một loài ruồi trong họ Tachinidae.